# Kawin Thamsatchanan
Kawin Thamsatchanan (in thailandese กวินทร์ ธรรมสัจจานันท์; Bangkok, 26 gennaio 1990) è un calciatore thailandese, portiere del Muangthong Utd e della nazionale thailandese.

## Carriera
Il 20 maggio 2010 ha esordito con la nazionale thailandese in occasione del match vinto 7-0 contro il Nepal.